# Dasybasis burgeri
Dasybasis burgeri är en tvåvingeart som beskrevs av Gonzalez 2006. Dasybasis burgeri ingår i släktet Dasybasis och familjen bromsar. Inga underarter finns listade i Catalogue of Life.